# Terra Boa (Cap Verd)
Terra Boa és una vila remota al nord de l'illa de Sal a l'arxipèlag de Cap Verd. Està situada 4 kilòmetres al nord d'Espargos.